# Repressor (genetik)
Repressorer är en form av trans-agerande faktor, det vill säga protein som binder till silencerregioner på DNAt. Detta hämmar transkriptionen av närliggande gener genom flera mekanismer:
- Genom att binda med högre affinitet till enhancersekvens kan repressorer stöta bort aktivatorer.
- Repressorer kan binda till domänen som binder till mediatorkomplexet på aktivator (genetik)er.
- Slutligen kan repressorer även binda till RNA-polymeraser, vilket hämmar transkriptionen.